# Lyskovo
Lyskovo (en russe : Лысково) est une ville de l'oblast de Nijni Novgorod, en Russie, et le siège administratif du raïon de Lyskovo. Sa population s'élevait à 21 657 habitants en 2021.

## Géographie
Lyskovo est située sur la rive sud de la Volga, au niveau du réservoir de Tcheboksary et en face de l'embouchure de la rivière Kerjenets. Lyskovo se trouve à 74 km au sud-est de Nijni Novgorod et à 464 km à l'est de Moscou.

## Histoire
La première mention de Lyskovo remonte à 1410.
En 1860, une fabrique de brasserie ouvre à Lysskovo, ancêtre de la brasserie Lysskovski, connue pour sa marque de bière Makary. En 1863, la brasserie est la propriété de la comtesse Anne Tolstoï qui la vend ensuite au marchand de la 1re guilde, Fiodor Ermolaïev, qui la transmet ensuite à ses héritiers.
Elle a le statut de ville en 1925.

## Population
Recensements (*) ou estimations de la population
| 1897* | 1926* | 1939*  | 1959*  | 1970*  | 1979*  |
| ----- | ----- | ------ | ------ | ------ | ------ |
| 7 800 | 8 577 | 11 160 | 16 167 | 21 429 | 24 335 |

| 1989*  | 2002*  | 2006   | 2010*  | 2012   | 2013   |
| ------ | ------ | ------ | ------ | ------ | ------ |
| 25 029 | 23 901 | 23 152 | 21 880 | 21 676 | 21 539 |

| 2019   | 2021   | - | - | - | - |
| ------ | ------ | - | - | - | - |
| 21 176 | 21 657 | - | - | - | - |

## Patrimoine
- Cathédrale de l'Ascension, de style néoclassique, siège de l'éparchie de Lyskovo.
- Église Saint-Georges construite en 1814, faisant partie de l'ensemble architectural de la cathédrale.

## Économie
L'économie de Lysskovo repose sur deux usines :
- AO Lyskovski Elektrotekhnitcheski Zavod ou LETZ (АО Лысковский Электротехнический Завод ou ЛЭТЗ) : électrotechnique.
- AO Lyskovski Metallofournitourny Zavod ou LMFZ (АО Лысковский Металлофурнитурный Завод ou ЛМФЗ) : mobilier métallique, cadenas, serrures, charnières de portes et de fenêtres, etc.

et la fabrication de vêtements et de produits alimentaires.